# هولتسمیندن
شهر هولتسمیندن در ایالت نیدرزاکسن در کشور آلمان واقع شده‌است.